# Friedrich Gedike
Friedrich Gedike (Boberow, 15 gennaio 1754 – Berlino, 2 maggio 1803) è stato un teologo e pedagogista tedesco, riformatore educativo della tarda età dell'Illuminismo.
Ebbe rapporti amichevoli con Christoph Friedrich Nicolai (1733–1811), un altro esponente di primo piano dell'Illuminismo berlinese, come lui fu membro della Massoneria e della "Società del mercoledì", e col bibliotecario Johann Erich Biester (1749–1816); per questo si parlò di un triumvirato Nicolai, Gedike e Biester.
Fu il destinatario delle lettere che componevano il libro di C. P. Moritz intitolato Journeys of a German in England nel 1782.

## Famiglia
Gedike proveniva da un'antica famiglia di teologi. Suo nonno, Lambert Gedicke, era il Feldpropst (capo cappellano militare) dell'esercito prussiano, e Simon Gedi (c)ke, capo cappellano del principe elettore, Gioacchino II di Brandeburgo. Ludwig Gedike, in seguito fu preside della Bürgerschule di Lipsia, Ludwig Gedike, era il fratello minore di Friedrich.

## Opere
- Aristoteles und Basedow. 1779
- Schulschriften., 2 volumi, 1789 e 1795
- Vermischte Schriften. 1801